# Омар, Яхья
Яхья Омар (араб. يحيى عمر‎; род. 9 сентября 1997, Эль-Гиза) — египетский гандболист клуба «Пари Сен-Жермен» и национальной сборной Египта.
Участвовал в чемпионатах мира по гандболу среди мужчин в 2017, 2019 и 2021 годах.

## Индивидуальные награды
- Матч всех звезд, Правый защитник Олимпийских игр 2020 года[5];
- Лучший правый защитник команды всех звезд SEHA League: 2020-2021 годы[6];
- Участник матча звезд, Правый защитник чемпионата Африки по гандболу 2022 года;
- Самый ценный игрок чемпионата Африки по гандболу 2022 года;
- Самый ценный игрок чемпионата Африки по гандболу 2024 года.